# Evangeliari
Un evangeliari és un llibre que arreplega els textos de les lectures evangèliques relatives a cadascun dels dies de l'any amatents segons l'ordre litúrgic.
L'evangeliari és el llibre en el qual es lligen els evangelis durant l'eucaristia i, per tant, un dels objectes litúrgics principals emprats en la missa. En general, està enquadernat amb cobertes ricament decorades, moltes vegades amb metalls preciosos, fins i tot joies, o riques teles amb brodats.
En el segle vi naixen els leccionaris en realitzar-se llibres per a ús litúrgic amb els textos de lectures per a cada dia. S'hi incloïen textos de l'Antic i del Nou Testament, però l'evangeli es col·locava a part en llibres dits Evangeliaris. Cap al segle xi els leccionaris van començar a desaparèixer doncs es van publicar llibres que contenien tota la missa, incloses les lectures.
Després de la reforma litúrgica sol·licitada pel Concili Vaticà II i tenint en compte el major realç que es dona en ella a la lectura dels textos, es van començar a imprimir novament els leccionaris i evangeliaris de manera que pogueren ser usats en processó a l'inici de la Santa Missa. Actualment, l'evangeliari es trau moments abans de la celebració i s'arreplega a la seua finalització. Abans del començament de la missa es duu en processó i s'entronitza en el centre de l'altar. Llavors, el celebrant besa l'altar i l'evangeliari.

## Art en els evangeliaris
Al llarg de la història, els evangeliaris han estat valuosos objectes artístics. En concret, en ells ha tingut especial manifestació l'art de la miniatura desenvolupada principalment en el període carolingi i romànic.

### Període carolingi

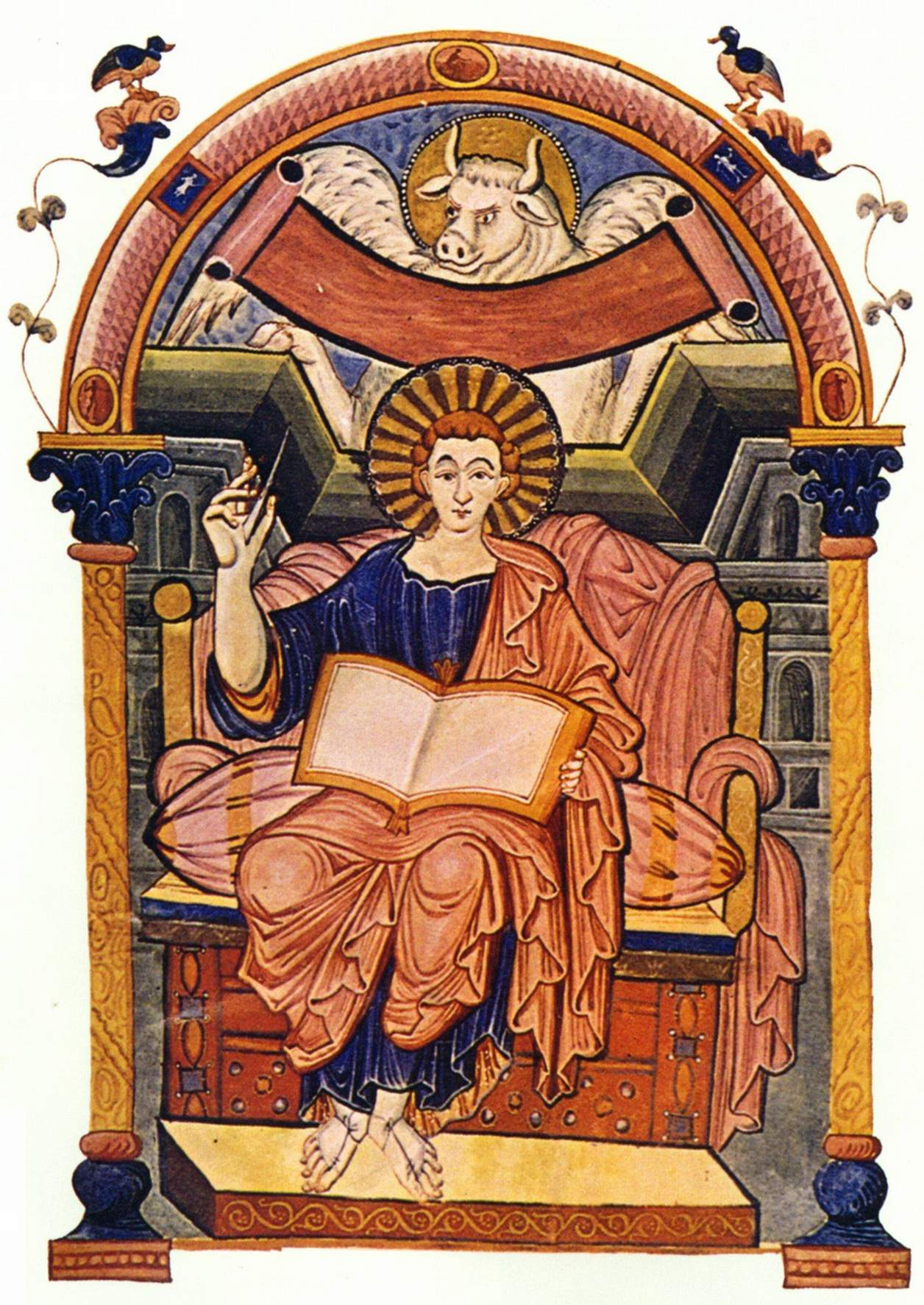
Miniatura d'Evangeliari d'Ada

Carlemany creà quatre grans escoles en les quals es van crear veritables obres d'art en miniatures sobre els llibres litúrgics. Entre els evangeliaris més destacats figuren:
Escola palatinaÚltima cambra del segle viii. Creada en la cort, exemplificada en l'Evangeliari de la Coronació (Viena), que segons la tradició va ser trobat per Otó III als peus del cadàver de Carlemany, quan es va obrir el seu sepulcre; i Evangeliari de Sant Medard de Soissons (Biblioteca nacional de França).
Escola d'AdaRelacionada amb l'anterior, empra abundantment l'or i la plata. Destaca l'Evangeliari de Godescalc que es conserva a la Biblioteca Nacional de França.
Escola de ToursSegon terç del segle ix. Gira entorn de la figura d'Alcuino, parent de *Carlemany. Se sent influència irlandesa. Una derivació d'aquesta escola és l'escola de cort de Carles I el Calb, de l'últim terç del segle ix, amb exemplars com l'Evangeliari de Sant Emerano de Ratisbona.
Escola de ReimsPrimera cambra del segle ix. Marca l'evolució cap al romànic. Destaca l'Evangeliari d'Ebo (Bibl. d'Épernay).
Altres escolesRelacionades amb l'escola de Reims estan les de Saint Denis, Metz i Fulda, que es relacionen amb les obres otonians del segle x.

### Romànic
Durant el Romànic la producció de llibres va augmentar enormement, experimentant gran nombre de variacions sobretot entre els llibres de contingut religiós. En lloc destacat es trobaven els llibres litúrgics, ocupant una posició principal per la seua luxosa decoració l'evangeliari. D'aquest estil és l'evangeliari d'Enric el Lleó, manuscrit realitzat entre 1175 i el 1188 per encàrrec del duc Enric, príncep dels antics regnes de Saxònia i Baviera. El llibre és realitzat en el convent d'Helmarshausen per a ser consagrat a la verge Maria de la catedral de Brunswick. Els seus monjos van utilitzar 226 fulles de pergamí per a confeccionar-lo.